# Вловлювальний тупик (залізниця)

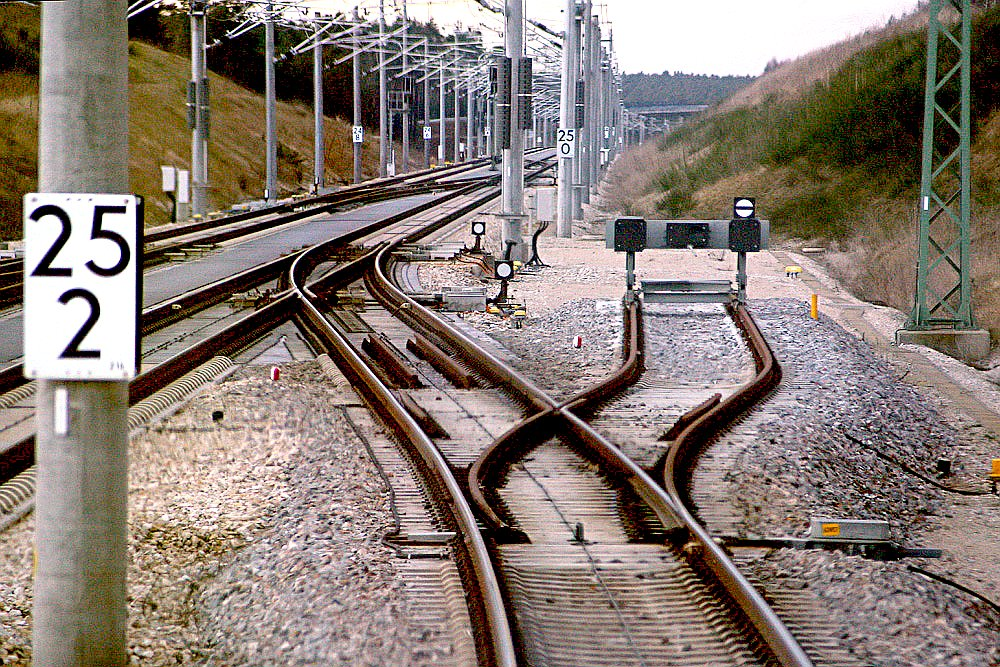
Поглинаючий тупик

Вловлювальний тупик — залізнична колія, призначена для запобігання виходу потяга, що втратив керування, або групи вагонів на колію, зайняту іншим рухомим складом або перетину маршруту іншого потяга.
Вловлювальний тупик влаштовується в кінці затяжного узвозу, перед станцією, таким чином, щоб виключити потрапляння некерованого рухомого складу на станцію. Також можливе створення вловлювального тупика на станції, для того, щоб запобігти виходу зі станційних колій некерованого рухомого складу в бік перегону, що має затяжний узвіз.
Для зупинки рухомого складу на вловлювальному тупику використовуються колійні упори, відсипання піску або гравію вище рівня головки рейок, створення зворотного ухилу, а також скидальні стрілки.